# Bitcoin

Evolución del tipo de cambio BTC-USD a lo largo de su historia

Valor de todo el oro, la plata y los bitcoines utilizados en la historia (en billones de dólares).

Bitcoin es una criptomoneda descentralizada y un sistema de pago que no requiere de banco central o administrador único para su funcionamiento, ya que opera mediante una red de nodos peer to peer que verifican las transacciones mediante criptografía y las registran en un libro de contabilidad público llamado cadena de bloques. El consenso entre nodos se logra mediante un proceso computacional intensivo basado en el sistema de prueba de trabajo al que se denomina «minería», que garantiza la seguridad de la cadena de bloques.
Basado en una ideología de libre mercado, la criptomoneda fue concebida en 2008 por una persona o grupo de personas bajo el seudónimo de Satoshi Nakamoto, cuya identidad concreta se desconoce. En 2009 se presentó su implementación como código libre y la red peer to peer comenzó a funcionar un año después. Tras un progresivo crecimiento entre 2010 y 2019, cotizando en rangos promedio de 7000 dólares; se dio una masiva apreciación a raíz de la pandemia de COVID-19 entre 2020 y 2023 lo que alzó el valor de la moneda sobre los 50 000 dólares. En julio de 2025 alcanzó un nuevo máximo histórico en su cotización, superando los 120 000 dólares.
Actualmente, el bitcóin se utiliza mayormente como depósito de valor semejante al oro y menos como medio de intercambio. Se considera, principalmente, como una inversión a mediano y largo plazo. Sin embargo, durante sus primeros años, economistas y académicos lo consideraron una burbuja económica basada en la especulación y en su falta de valor intrínseco; en la actualidad, se ve como un activo con potencial en un mercado cada vez más digitalizado. Asimismo, debido a su naturaleza anónima, su uso por parte de delincuentes atrae la atención de reguladores y gobiernos, lo que ha llevado a su prohibición en varios países desde 2021. Del mismo modo, se ha cuestionado su tecnología por el alto consumo energético y de hardware, producto de las operaciones de minado de bloques. Desde 2024, algunos países, encabezados por Estados Unidos, vienen creando marcos legales que buscan formalizar el entorno del bitcoin y otras criptomonedas como activos digitales.

## Denominación
El vocablo compuesto «bitcoin» procede de los términos ingleses bit, que es la unidad mínima de información utilizada en la informática, y coin, que significa ‘moneda’.
El término «Bitcoin» se aplica al protocolo y a la red que lo sustenta, mientras que, según la RAE, «bitcóin» (con minúscula y acento ortográfico), se refiere a la moneda digital.

## Historia

### Antecedentes
Antes del bitcóin, se lanzaron varias tecnologías de moneda digital, comenzando con el e-cash de David Chaum en la década de 1980. La idea de que las soluciones a los acertijos computacionales podrían tener algún valor fue propuesta por primera vez por los criptógrafos Cynthia Dwork y Moni Naor en 1992. El concepto fue redescubierto de forma independiente por Adam Back, quien desarrolló Hashcash, un esquema de prueba de trabajo para el control de spam en 1997. Las primeras propuestas de criptomonedas digitales distribuidas basadas en la escasez provinieron de Wei Dai (b-money) y Nick Szabo (bit gold) en 1998. Estos diversos intentos no tuvieron éxito: El concepto de Chaum requería un control centralizado y ningún banco quería registrarse, Hashcash no tenía protección contra el doble gasto, mientras que b-money y bit gold no eran resistentes a los ataques de hackers.

### Lanzamiento y adopción (2008-2010)
El 31 de octubre de 2008 se envía un mensaje firmado con el pseudónimo Satoshi Nakamoto y titulado «Bitcoin P2P e-cash paper», a una lista de correo sobre criptografía que pertenece a la sociedad limitada Metzger, Dowdeswell & Co. LLC.
En este mensaje se describe «un nuevo sistema de efectivo electrónico» llamado Bitcoin «que es totalmente peer-to-peer y que no está basado en terceros de confianza», además, se hace referencia a un documento técnico titulado Bitcoin: a peer-to-peer electronic cash system.
El 3 de enero de 2009 entra en funcionamiento la primera red peer-to-peer basada en dicho protocolo (también bajo el nombre de «Bitcoin») luego de la puesta en marcha del primer software de código abierto para correr nodos de la moneda, lo cual supuso también la creación de los primeros bitcoines y el inicio de la minería de esta. El primer bloque de bitcoines, conocido como el bloque de génesis, es minado por el propio Satoshi Nakamoto.
El 9 de enero de 2009 se lanza el primer cliente de software de código abierto para correr nodos de la moneda a través de la plataforma SourceForge.

### Crecimiento mundial (2011-2015)
Entre 2010 y 2011 comenzaron a surgir plataformas de intercambio que facilitaban la compraventa de bitcoines con dinero local a través de transferencias bancarias. A estas le siguieron las pasarelas de pago que ofrecían a los comerciantes la posibilidad de aceptar pagos con bitcoines cobrando el importe de las ventas en moneda local directamente en sus cuentas bancarias. En 2011, organizaciones como Electronic Frontier Foundation,
Internet Archive,
Freenet, y Free Software Foundation, comienzan a aceptar donaciones en bitcoines.
En junio de 2011 Wikileaks también comienza a aceptar donaciones de bitcoines tras el bloqueo orquestado por los procesadores de pago electrónico Visa, MasterCard y PayPal.
El 27 de noviembre de 2013, el bitcóin superó por primera vez el umbral de los 1000 USD (dólares estadounidenses), lo que supuso un incremento de 4000 % de su precio desde inicios de 2013.
En 2014, la Fundación Wikimedia y la Fundación Mozilla comienzan a aceptar donaciones en bitcoines; años después, abandonaron el proyecto debido a los problemas de contaminación.

### Consolidación e índices en alza (2017-2019)
Una investigación realizada por la Universidad de Cambridge estimó que, en 2017, había entre 2,9 y 5,8 millones de usuarios únicos que usaban una billetera de criptomonedas, la mayoría de ellos con bitcoines.
El 15 de julio de 2017 se aprobó la controvertida actualización del software SegWit. Segwit estaba destinado a admitir Lightning Network y mejorar la escalabilidad. Posteriormente, SegWit se activó en la red el 24 de agosto de 2017. El precio del bitcóin aumentó casi un 50 % en la semana posterior al lanzamiento. Los partidarios de bloques grandes que no estaban satisfechos con la activación de SegWit bifurcaron el software el 1 de agosto de 2017 para crear Bitcoin Cash (BCH), convirtiéndose en una de las muchas bifurcaciones de bitcóin como Bitcoin Gold.
Los precios del bitcóin se vieron afectados negativamente por varios ataques o robos de los intercambios de criptomonedas, incluidos los robos de Coincheck en enero de 2018, Bithumb en junio y Bancor en julio. Durante los primeros seis meses de 2018, se reportó el robo de $761 millones en criptomonedas de los intercambios. El precio del bitcóin se vio afectado a pesar de que se robaron otras criptomonedas en Coinrail y Bancor, ya que los inversores estaban preocupados por la seguridad de los intercambios de criptomonedas.
En febrero de 2019, el intercambio de criptomonedas canadiense Quadriga Fintech Solutions fracasó y faltaron aproximadamente $200 millones. Para junio de 2019, el precio se había recuperado a $13.000. Para septiembre de 2019, Intercontinental Exchange (el propietario de NYSE) comenzó a negociar futuros de bitcóin en su bolsa llamada Bakkt. Bakkt también anunció que lanzaría opciones sobre bitcóin en diciembre de 2019. En diciembre de 2019, YouTube eliminó los videos de bitcoines y criptomonedas, pero luego restauró el contenido después de considerar que "habían tomado la decisión equivocada".

### 2021-actualidad (adopción como moneda de curso legal)
Durante la pandemia de COVID-19, millones de internautas iniciaron la adquisición masiva de criptomonedas, haciendo que el precio se disparara durante todo un año. El 9 de junio de 2021 El Salvador fue el primer país en legalizar el bitcóin como moneda oficial.
La ley entró en vigencia el 7 de septiembre. La implementación de la ley ha sido recibida con protestas y llamados a hacer que la moneda sea opcional, no obligatoria. De acuerdo con una encuesta de la Universidad Centroamericana, la mayoría de los salvadoreños no está de acuerdo con el uso de criptomonedas como moneda de curso legal, ya que el 71 % de los salvadoreños dijeron que no mejoraba su situación económica. El Banco Central de El Salvador dijo que entre enero y julio de 2023, solo el 1 % de la cantidad de flujos de dinero del exterior ingresaron a Bitcoin.
A partir de octubre de 2021, el gobierno del país centroamericano estaba explorando la minería del bitcóin con energía geotérmica y emitiendo bonos vinculados al bitcóin. Según una encuesta realizada por la Universidad Centroamericana a 100 días de la entrada en vigor de la Ley Bitcoin: el 34,8 % de la población no tiene confianza en el bitcóin, el 35,3 % tiene poca confianza, el 13,2 % tiene algo de confianza y el 14,1 % tiene mucha confianza. El 56,6 % de los encuestados ha descargado la billetera Bitcoin del gobierno; entre ellos, el 62,9 % nunca lo ha usado o solo una vez, mientras que el 36,3 % usa el bitcóin al menos una vez al mes. En 2022, el Fondo Monetario Internacional (FMI) instó a El Salvador a revertir su decisión luego de que el valor del bitcóin cayera 50 % en dos meses. El FMI también advirtió que sería difícil obtener un préstamo de la institución.
El 16 de octubre de 2021, la SEC aprobó el ETF ProShares Bitcoin Strategy, un fondo cotizado en bolsa (ETF) de futuros liquidados en efectivo. El primer ETF de bitcóin en los Estados Unidos ganó un 5 % en su primer día de negociación el 19 de octubre de 2021. El 27 de abril de 2022, la República Centroafricana adoptó bitcóin como moneda de curso legal junto con el franco CFA.
En marzo de 2024, el precio del bitcóin alcanza un máximo histórico en 72 850 dólares, y el valor de todos los bitcoines minados supera por primera vez a toda la producción de plata en la historia humana.

## Funcionamiento

### Nodos y carteras (software)

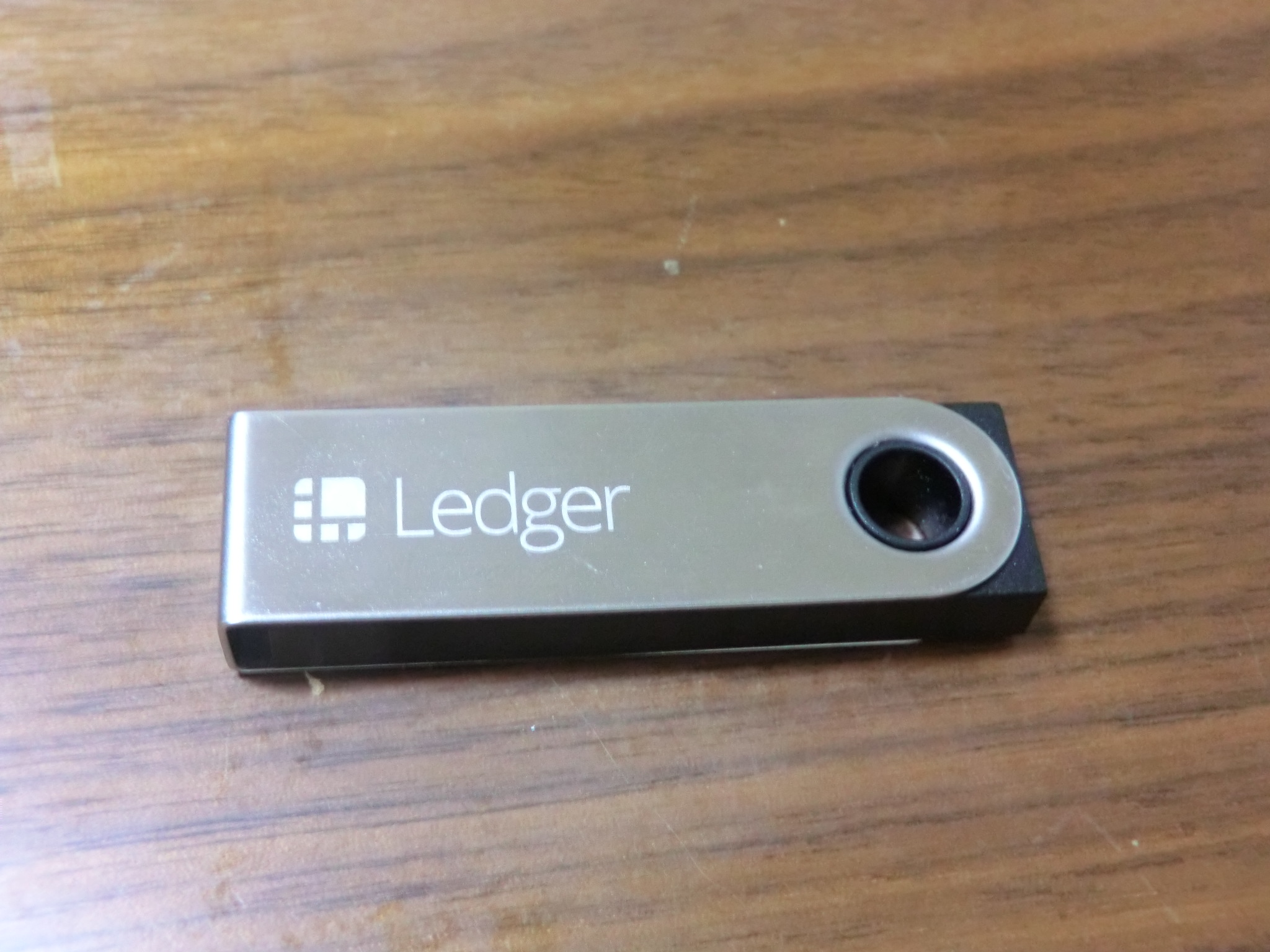
Cartera electrónica Ledger Nano, este tipo de carteras son llamadas comúnmente como carteras en frío ya que están desconectadas de la red, lo que garantiza una mayor seguridad.

Para la gestión de los bitcoines se requiere de programas y aplicaciones que sirvan como clientes y permitan ejecutar Nodos, los cuales participan de la red de forma directa y pueden hacer y retransmitir transacciones al igual que minar y validar bloques y transacciones.
Las mismas generalmente se instalan o ejecutan en ordenadores o teléfonos inteligentes y suelen reconocer estándares como el esquema URI de bitcóin.

### Direcciones
Para interactuar con la red, los nodos y las carteras de Bitcoin, se gestiona un número arbitrario de pares de claves criptográficas que pueden ser generadas sin ninguna restricción. A partir de las claves públicas, se generan hashes que popularmente se conocen como direcciones, y que se usan como entidades remitentes y receptoras de los pagos, mientras que, a partir de las claves privadas correspondientes, se autorizan los pagos mediante firmas criptográficas. Las direcciones no necesariamente contienen ni revelan a priori información sobre su propietario, y para generarlas no se requiere de ningún contacto con otros.

### Transacciones

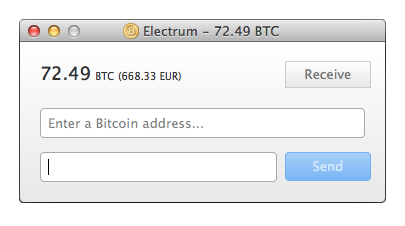
Captura de pantalla de una billetera digital

El bitcóin es un sistema basado en UTXO (siglas en inglés de «Unspent Transaction Output», comúnmente traducido al español como ‘monedas no gastadas’). Las cantidades de los UTXO están vinculadas a las direcciones que las pueden gastar por medio del registro de la cadena de bloques. Cuando un usuario (A) desea transferir unidades monetarias a otro usuario (B), construye una transacción —especificando en ella la cantidad de bitcoines que cede de los UTXO que desea gastar y la dirección del destinatario (B)—, la firma con su clave privada y la transmite a la red Bitcoin (BTC).
Los nodos que reciben la transacción verifican las firmas criptográficas y la validez de la posesión del UTXO antes de aceptarla y retransmitirla. Este procedimiento propaga la transacción de manera indefinida hasta alcanzar a todos los nodos de la red. Finalmente, la transacción es validada por un minero y minada en un bloque. Una vez que una transacción se encuentra en la cadena de bloques y ha recibido la confirmación de un número razonable de bloques posteriores, la transacción se puede considerar parte permanente de la cadena de bloques, y, por tanto, es aceptada por todos los participantes.

### Minería
A la generación de nuevos bloques se le conoce como «minería».
La construcción de dicha cadena se hace por medio de esta actividad, la cual permite mantener una red peer-to-peer basada en la tecnología blockchain actualizada y segura. Todos los mineros de la red compiten para ser los primeros en encontrar la solución al problema criptográfico de su bloque candidato actual, bajo las reglas de un sistema de pruebas de trabajo. El objetivo concreto de los mineros es buscar un nonce válido para el bloque que están minando. Este proceso de prueba-error hace costosa la generación de bloques e incentiva a los mineros a invertir su trabajo en acciones honestas.
Cuando un minero encuentra la solución al problema criptográfico de su bloque, lo transmite al resto de los nodos a los que está conectado. En el caso de que dicho bloque sea válido dichos nodos lo retransmiten y lo agregan a la cadena de bloques. Este proceso se repite indefinidamente hasta que el bloque ha alcanzado todos los nodos de la red. Para que un bloque sea válido el minero que lo produjo debe incluir como referencia en la cabecera de este hash o resumen criptográfico del último bloque de la cadena más larga de la que tienen conocimiento. La cadena de bloques contiene el historial de posesión de todas las monedas desde su emisión hasta la dirección del actual dueño.

### Unidades y divisibilidad
Bitcoin es divisible hasta 8 decimales. La unidad base del protocolo es el satoshi (sat), nombrado así en honor a Satoshi Nakamoto. 1 Bitcoin equivale 100 millones de satoshis. El límite de emisión está establecido en 21 millones de bitcoins.
| Bitcoin            | Satoshis            | Unit name | Symbol |
| ------------------ | ------------------- | --------- | ------ |
| 1,000,000.00000000 | 100,000,000,000,000 | Nakamoto  | M      |
| 100,000.00000000   | 10,000,000,000,000  | Fin       | F      |
| 10,000.00000000    | 1,000,000,000,000   | wei       | W      |
| 1,000.00000000     | 100,000,000,000     | thou      | T      |
| 100.00000000       | 10,000,000,000      | Cot       | C      |
| 10.00000000        | 1,000,000,000       | dex       | X      |
| 1.00000000         | 100,000,000         | Bitcoin   | ₿      |
| 0.10000000         | 10,000,000          | nick      | n      |
| 0.01000000         | 1,000,000           | cent      | c      |
| 0.00100000         | 100,000             | hal       | h      |
| 0.00010000         | 10,000              | den       | d      |
| 0.00001000         | 1,000               | mil       | m      |
| 0.00000100         | 100                 | bit       | b      |
| 0.00000010         | 10                  | ten       | x      |
| 0.00000001         | 1                   | satoshi   | s      |
| 0.000000001000     | 0.1                 | shi       | ds     |
| 0.000000000100     | 0.01                | back      | cs     |
| 0.000000000010     | 0.001               | millisat  | ms     |
| 0.000000000001     | 0.0001              | nak       | ns     |

### Privacidad
Si un usuario quiere funcionar de manera anónima en la red, es condición indispensable que no haga pública la relación entre su identidad en la vida real y sus direcciones. Por otro lado, algunas organizaciones e individuos pueden asociar de manera intencionada sus identidades con sus direcciones para proporcionar un cierto grado de transparencia. Por esta razón, algunos autores prefieren clasificar a Bitcoin como una red basada en seudónimos en lugar de una red anónima. El uso de seudónimos, al contrario que el anonimato, ofrece la posibilidad de generar una reputación y confianza entre los usuarios.
Para facilitar el análisis de todos los movimientos, varios sitios web (generalmente denominados exploradores de la cadena de bloques) proporcionan información actualizada de todas las transacciones, incluyendo variables agregadas como el número de bitcoines en circulación, número de transacciones por hora y comisiones de transacción. Como todas las transacciones son públicas, cualquier observador externo puede analizar en cualquier momento su contenido, el origen y el destino de todos los mensajes. Esta característica contrasta con el modelo bancario tradicional que oculta las transacciones del escrutinio público.

## Uso en el mercado
Los intercambios entre bitcóin y moneda local suelen llevarse a cabo a través de plataformas en línea, encuentros presenciales y cajeros automáticos especializados.
Normalmente las transacciones con bitcoines se suelen hacer mediante un tipo de plataformas llamadas «carteras» o «billeteras», bien intangibles, en forma de programas informáticos, bien tangibles, en forma de dispositivos electrónicos. Algunos ejemplos de carteras electrónicas pueden ser las fabricadas por las empresas Trezor, OpenDime y Ledger, entre otras. También se pueden realizar transacciones usando billetes de papel con la clave privada impresa o monedas Casascius.

### Moneda de curso legal

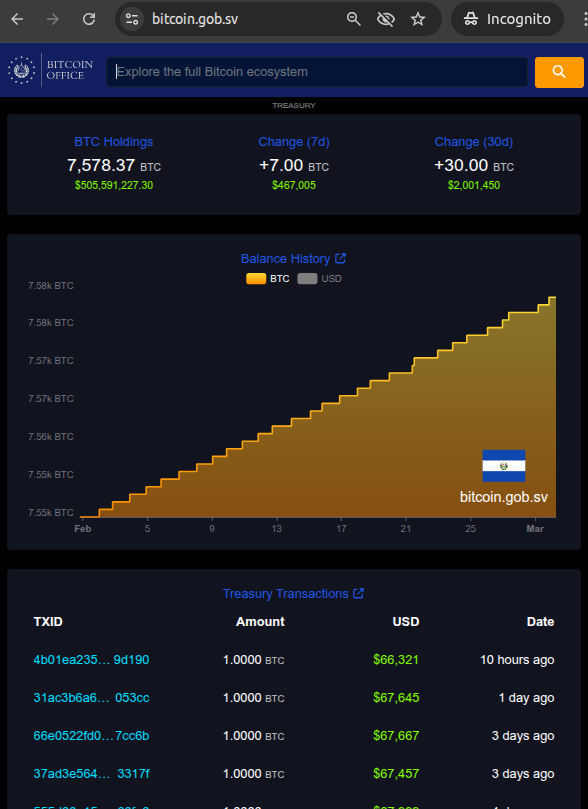
Reservas de El Salvador en la web del Gobierno

En 2021, el gobierno de El Salvador aprueba una iniciativa de ley, para reconocer al bitcóin como moneda de curso legal en el país. En consecuencia, el 7 de septiembre del mismo año, entra en vigor la ley que reconoce al bitcóin como moneda de curso legal en dicho país, convirtiéndose en el primer país del mundo en adoptarlo. El 15 de marzo de 2024, el presidente Nayib Bukele anuncia que El Salvador mantiene sus reservas en una billetera fría que se guarda en una bóveda física dentro del territorio nacional; en la fecha de la comunicación, su saldo ascendía a 5689.68 bitcoines (aproximadamente, 400 millones de dólares).
En enero de 2025, El Salvador cede ante las presiones del FMI para obtener un préstamo y bitcóin deja de ser moneda oficial del país. Las reservas de El Salvador continúan incrementándose, y en febrero de 2025 superaban los 6070 bitcoines (aproximadamente, 584 millones de dólares).
A finales de abril de 2022, la República Centroafricana aprobó una ley que hizo que el bitcóin fuera moneda de curso legal. Sin embargo, un año después revirtió su decisión.

## Críticas y perspectivas

### Debates sobre su viabilidad
En 2014, cuando el bitcóin cotizaba en los 1000 dólares, algunos expertos en finanzas aseguraban que había factores que eran difíciles de evaluar, y que podrían condicionar o impedir la viabilidad del bitcoin; dichos factores serían los siguientes: regulación o restricciones de acceso a la red Bitcoin por parte de los gobiernos, aceptación en el comercio electrónico y en tiendas, disponibilidad, popularidad y eficacia de otras formas de pago y monedas digitales presentes o futuras, ataques por botnets u otros agentes, consiguiendo más del cincuenta por ciento de la potencia de cálculo de la minería, ampliaciones y nuevas versiones del protocolo que den lugar a vulnerabilidades críticas, entre otros.
En 2017, algunos detractores de bitcóin decían que «existe un riesgo muy elevado de colapso del bitcóin que, según muchos economistas, tiene un valor real de cero». Al tratarse de un sistema sin respaldo político alguno, ni de gobiernos ni de entidad económica ni financiera, sus poseedores se encontrarían protegidos únicamente por las propiedades matemáticas y criptográficas en las que se basa:

si el bitcoin y otras monedas virtuales resultan un fiasco ¿aceptarán su responsabilidad, personal e intransferible y pagarán los costes debidos o, por el contrario, pedirán reparaciones, reclamarán compensaciones y culparán a los gobiernos y a los reguladores de un eventual fracaso? Porque la especulación se alimenta con frecuencia de la excusa "Nadie me lo impidió" como depuración exculpatoria. El reverso de esta falacia es la tendencia natural de la regulación a ignorar los riesgos potenciales y acudir con la lengua fuera a sofocar los daños cuando ya se han producido.
El País, Amenaza de burbuja, 26/11/2017

### El bitcóin en el futuro
Para otros especialistas, el bitcóin tiene un futuro prometedor como medio de intercambio, almacén de valor y unidad de cuenta. Existen teorías sobre el avance exponencial del bitcóin como elemento tractor de la nueva economía del internet del valor. Durante 2017, Bitcoin ha sufrido distintas amenazas y ataques desde frentes mediáticos, políticos, técnicos y económicos, sin embargo, ha salido airoso de todos ellos, sobreviviendo y manteniéndose como criptomoneda de referencia en el naciente clúster empresarial de la criptoeconomía. Desde el punto de vista técnico, Bitcoin está en permanente evolución y tiene una nutrida comunidad de desarrolladores que velan por su mejora, por ejemplo, en los aspectos de: Sidechains o capas de valor añadido como contratos inteligentes mediante plataformas como RSK; investigación y mejoras en aspectos como la privacidad y la ofuscabilidad, canales para micropagos como Lightning Network. y avances relacionados con la experiencia de usuario (facilidad de uso).

### Contaminación y consumo de energía

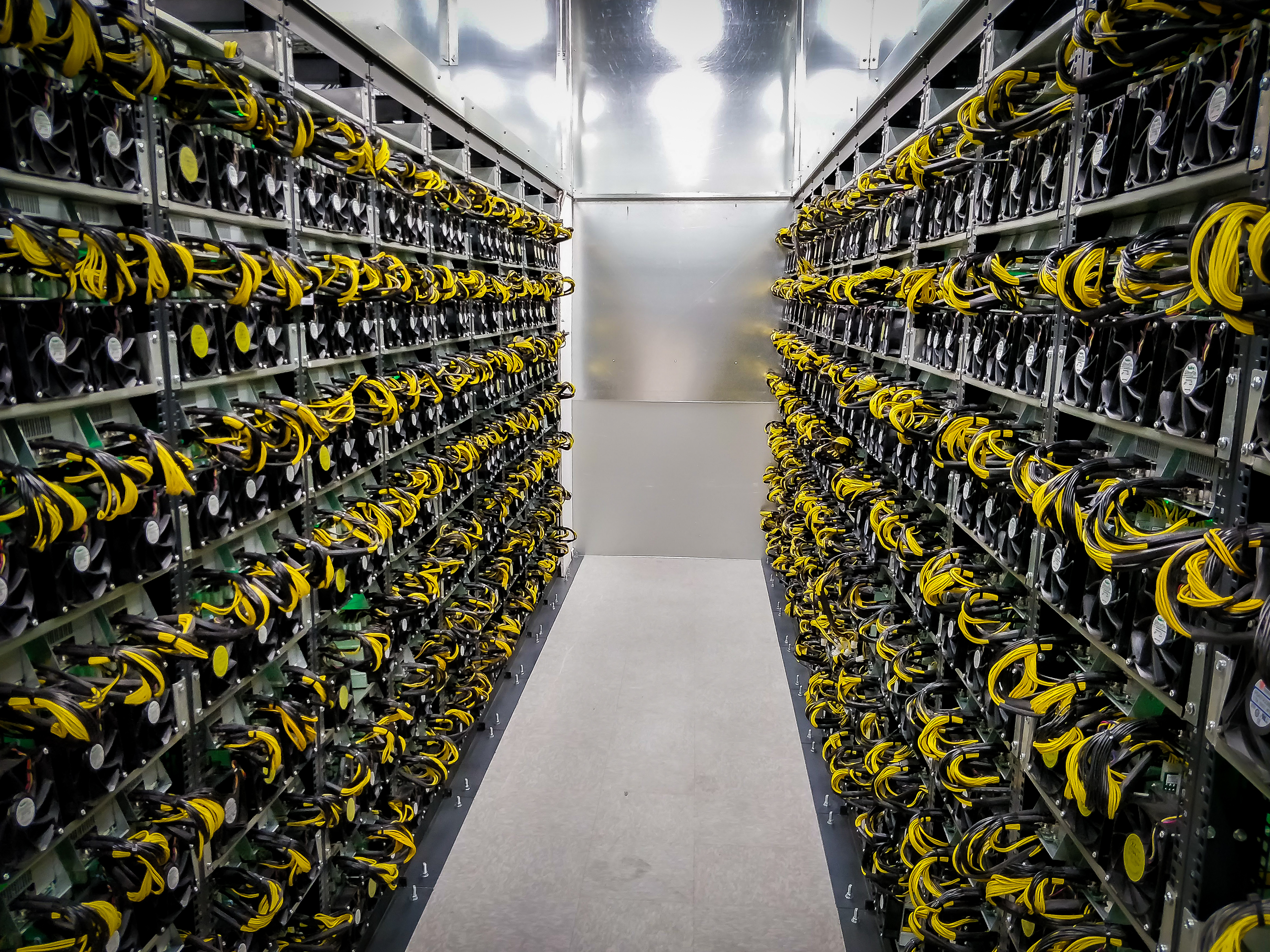
«Granja» de minado de bitcoines en Canadá

La tecnología que sustenta al bitcóin ha recibido críticas sobre el elevado uso de electricidad del proceso de minería, uso en comercio ilícito y pagos de extorsiones, la pérdida de la descentralización conforme incrementa la dificultad de minado, estafas que se aprovechan de nuevos usuarios interesados en adquirir bitcoines, así como la creciente especulación financiera en comparación con su uso como moneda corriente. Al tratarse de un fenómeno financiero inédito, las opiniones de los economistas sobre las criptomonedas varían enormemente en cuanto a su verdadero valor y estabilidad a largo plazo. Por ejemplo, el Parque Nacional de Virunga, declarado Patrimonio de la Humanidad por la UNESCO y situado en el este del Congo (África), paga sus operaciones mediante una rentable explotación minera de bitcóin alimentada por la central hidroeléctrica del Parque.
Según digiconomist, un sitio citado por varios periódicos, una sola transacción de bitcóin consume hasta 1,122,196 pagos con una tarjeta Visa, equivalente a 36 días de consumo de electricidad en una casa familiar estadounidense promedio e igual a ver YouTube durante 84,388 horas. Según varios periódicos independientes, incluido CBS, se estima que solo el 40 % de la energía consumida por las criptomonedas proviene de fuentes renovables y el 60 % restante proviene de combustibles fósiles, estimación confirmada en septiembre de 2022 también por la Universidad de Cambridge. Si el precio de las criptomonedas aumentara, el consumo de electricidad también aumentaría. En 2021, la minería en bitcóin consume la misma energía que Argentina. Un estudio académico publicado en 2018 en Nature, una de las más prestigiosas revistas científicas a nivel mundial, afirmó que se necesitaba más del doble de energía para extraer 1 dólar de bitcóin que para extraer 1 dólar de oro, plata o cobre; Otro estudio académico mostró que en 2019 el consumo de electricidad de bitcóin se cuadruplicó en comparación con el año anterior.
Michel Khazzaka en un estudio científico impugnó la validez de la comparación de las cifras anteriores porque una transacción de bitcóin no es equiparable a la de una tarjeta Visa. De hecho, la creación de un canal de pagos en la Lightning Network requiere en la práctica de una única transacción en la cadena de bloques, pero a partir de ahí se pueden ejecutar miles de transacciones con un coste mínimo, aunque aún, en 2021, 4 años después de su creación, la Lightning Network sigue siendo experimental y apenas utilizado, de hecho, en 2022, se estima su uso en 240 millones de dólares de transacciones contra 11.500 mil millones de uso de la cadena Bitcoin, equivalente al 0,0021 %.
En mayo de 2021, Elon Musk dijo que Tesla no aceptaría pagos de bitcóin debido al alto interés de carbono que produce la transacción, y agregó que el carbono es la fuente de energía más dañina de todas para el medio ambiente. Incluso el Banco Central Europeo, en un comunicado oficial, ha definido la contaminación por carbono de bitcoin como «exorbitante». Wikipedia también dejó de aceptar donaciones de bitcóin después de 8 años, a pedido de Wikimedia, precisamente por la protección del medio ambiente.
En un estudio científico publicado en 2018 en Nature, se estimó que solo el dióxido de carbono producido por Bitcoin provocará un aumento de la temperatura global de más de 2 °C en menos de 3 décadas. Según moneysupermarket.com, un sitio que estudia el consumo citado por Fortune, una sola transacción de bitcóin (como comprar leche) consume $173 en electricidad.
En 2021, un estudio de la Universidad de Columbia estimó que la minería de Bitcoin produce 11,5 kilotoneladas de residuos electrónicos cada año y medio, compuestos principalmente por ASICs y tarjetas gráficas.
Un estudio de 2022 publicado en Scientific Reports de Nature destacó cómo el daño ambiental, entendido como la emisión de dióxido de carbono, de Bitcoin es menor que la producción de gas y gasolina, pero mayor que el de la ganadería intensiva de vacuno, causando daños ambientales, en el quinquenio 2016-2021, por valor de 12 000 millones de dólares, período en el que no hubo evidencia de transición a fuentes de energía renovables.

## Legalidad

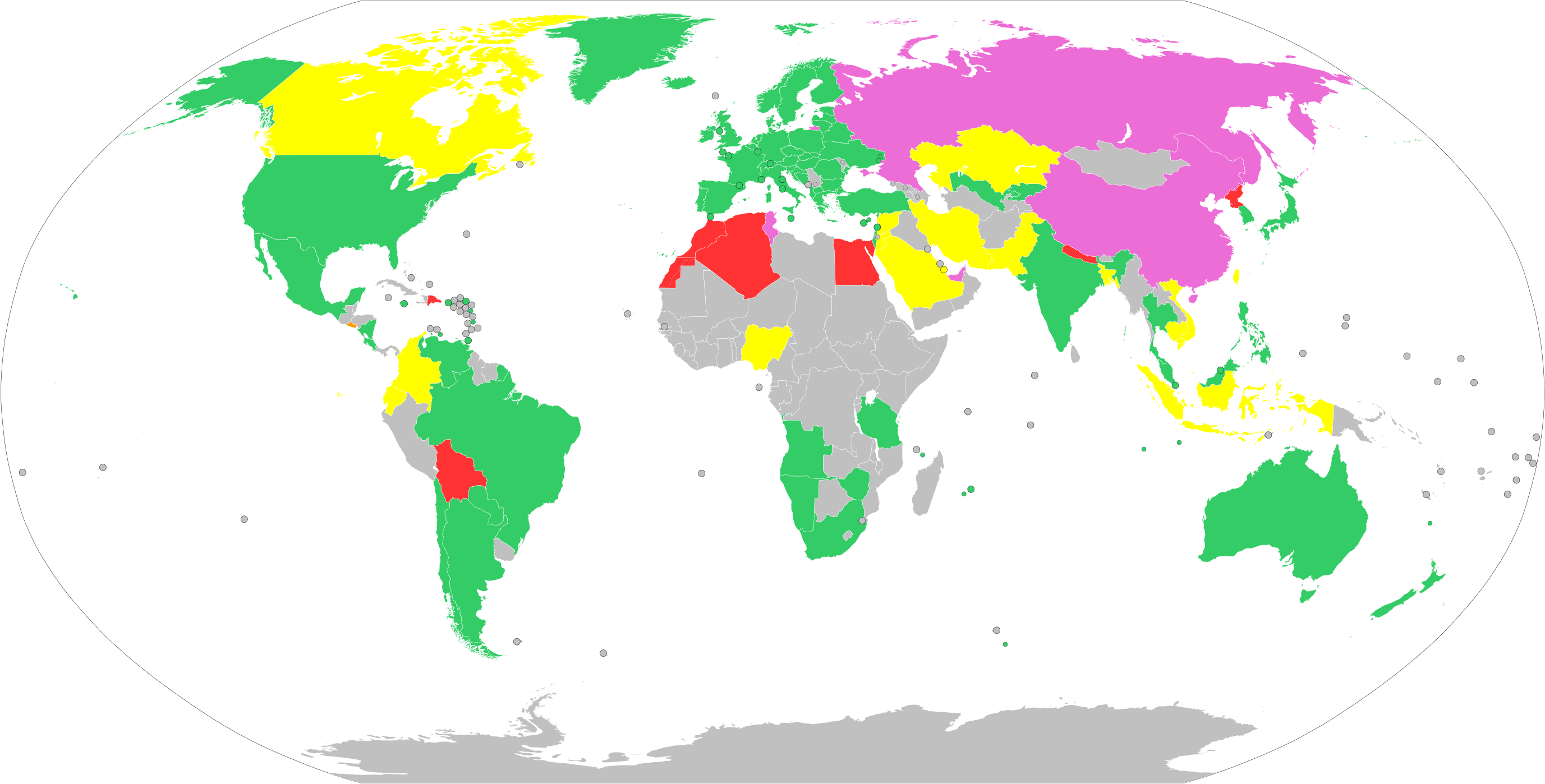
Legalidad del bitcóin

Los poseedores de bitcoines podrían sufrir pérdidas patrimoniales en el caso de una disminución de su uso por el menoscabo de la confianza en el protocolo o la moneda, la volatilidad del tipo de cambio, la pérdida irreversible de fondos debido a robos en las casas de intercambio, errores en el software, virus informáticos, ataques de denegación de servicio, etc. El Banco Central Europeo indica que no existe protección de depósitos para fondos en bitcoines, y que es el propio usuario el que debe hacer frente directamente a todos esos riesgos.
Asimismo, la sociedad podría transformarse significativamente si el uso del bitcóin consiguiera generalizarse, ya que los bancos centrales verían limitada su influencia sobre los sistemas de pago, regulación, estabilidad financiera, política monetaria y estabilidad de precios. Del mismo modo, el pseudoanonimato de bitcóin puede simplificar la compra de drogas y otras mercancías ilegales, el lavado de dinero y la evasión de impuestos.
El uso de Bitcoin y los servicios relacionados con él están sujetos a la legislación de cada país, provincia, municipio, u otras entidades administrativas, pudiendo ser legal o ilegal dependiendo de si se han realizado decretos al respecto, o como consecuencia de la decisión expresa de reconocer o tratarlo como divisa, valor, mercancía, etc., por alguna entidad reguladora con jurisdicción en alguna de esas materias. Por lo general, cuando no existe un marco regulador, se asume su alegalidad (estatus de «no regulado») en función del principio de legalidad del Derecho, el cual señala que solo pueden castigarse las conductas expresamente descritas como delitos en una ley anterior a la comisión de la acción, lo que, dicho de otro modo, establece que está permitido todo aquello que no está expresamente prohibido por la ley.
El 16 de febrero de 2022 el Consejo de Estabilidad Financiera declaró que las criptomonedas pueden representar una amenaza para la estabilidad financiera mundial debido a su tamaño, su vulnerabilidad estructural y su creciente interconexión con el sistema financiero tradicional, incluidos los riesgos crediticios y de operaciones, concentración de comercio plataformas, opacidad, desequilibrios de liquidez, mayor apalancamiento, pero también el bajo nivel de comprensión de los inversores, blanqueo de capitales, ciberdelincuencia y Ransomware. También advirtió del peligro de una escalada y pidió una intervención regulatoria.
Un estudio académico publicado en diciembre de 2022 por la National Bureau of Economic Research afirma, después de observar 29 exchanges regulados durante 1 año, que el 70 % de las transacciones en criptomonedas (incluidas las de Bitcoin) son el resultado de operaciones de lavado, es decir, intercambios ficticios en los que 2 las contrapartes que cumplen se venden activos de manera falsa, alterando tanto los volúmenes como el precio.

## El bitcóin en la cultura popular
Entre 2015 y 2022 se hace referencia al bitcóin en diversas series televisivas: The Good Wife, CSI: Cyber  y Los Simpson. En el capítulo 18 de la temporada 32, titulado «Burgers King» se vuelve a mencionar el bitcóin señalando un precio de infinito. Del mismo modo, se hace mención al bitcóin en Family Guy, Mr. Robot The Big Bang Theory y Grey's Anatomy, así como en la película Dope.

## Anexos
- Anexo:Script (Bitcoin)
- Tratamiento de los bitcoines
- Anexo:Problema de escalabilidad de bitcoin
- Anexo:Diferencias entre bitcoin y el dinero estatal
- Anexo:Integración de bitcoin con el sistema financiero tradicional